# АэроГео

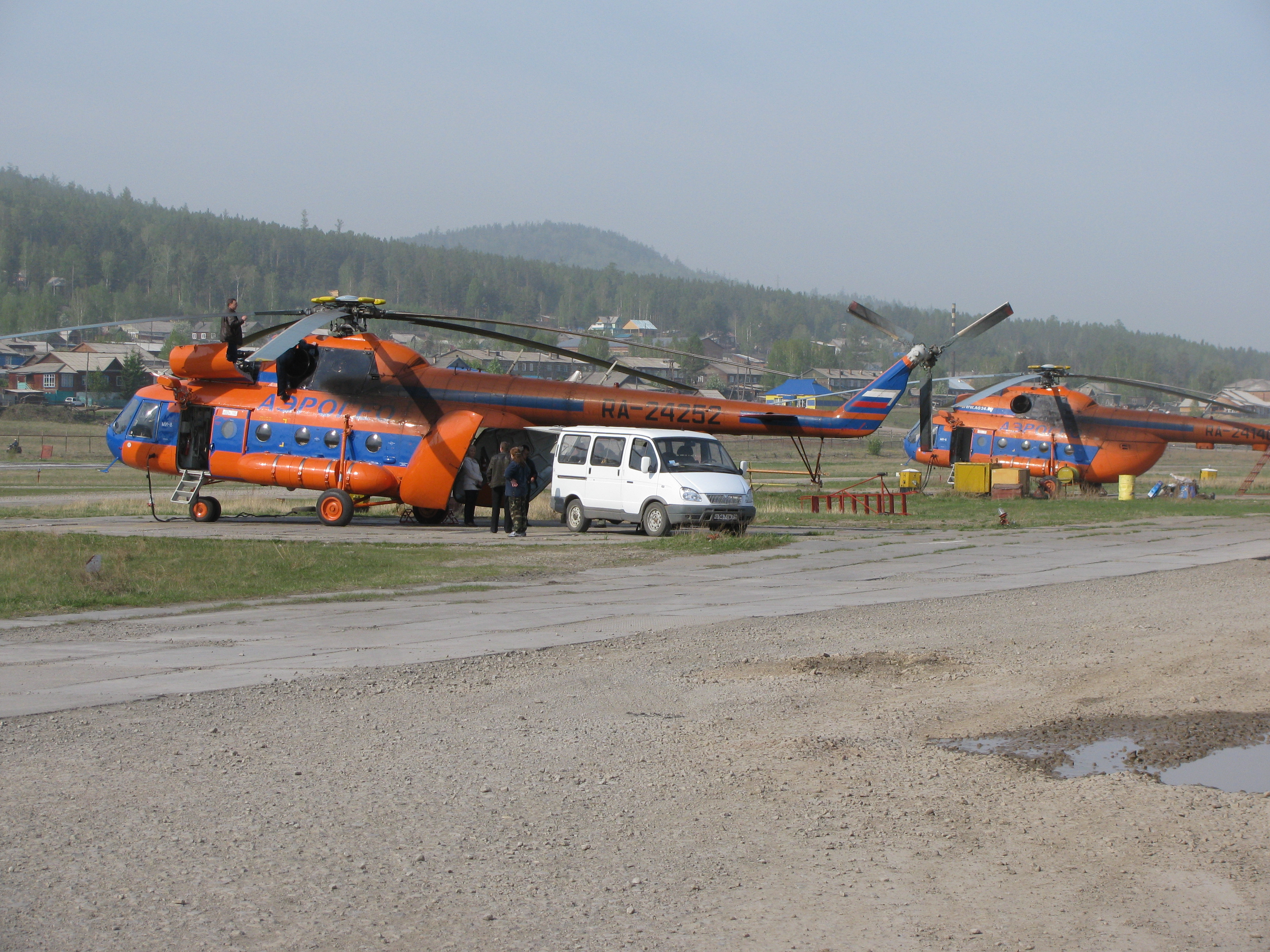
Два вертолёта Ми-8 авиакомпании «АэроГео» в аэропорту Богучаны

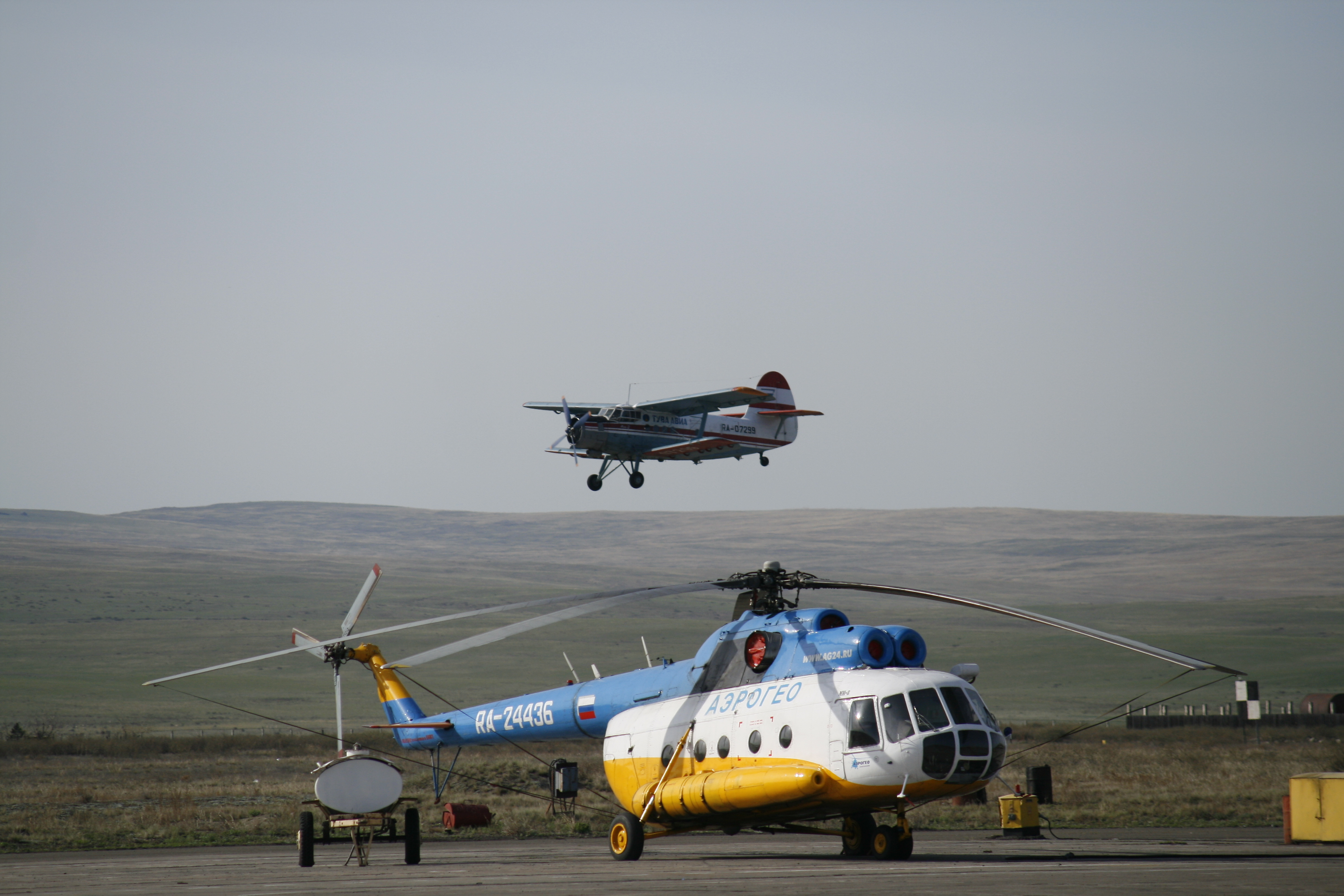
Ми-8 авиакомпании «АэроГео» в аэропорту Кызыла

АэроГео (юридическое наименование — ООО «АэроГео») — российская частная авиакомпания. Основана в 2005 году. Выполняет коммерческие перевозки пассажиров и грузов, предоставляет услуги хранения и обслуживания воздушных судов, корпоративные перевозки, аэросъёмку, транспортировку тяжелобольных и маломобильных пациентов. Имеет собственную посадочную площадку Красноярск-Северный в 22 километрах от Красноярска.

## История
Авиакомпания была основана 24 марта 2005 года.
В 2011 году началось строительство собственной посадочной площадки авиакомпании — аэродрома Красноярск-Северный. Его возведение обошлось в более чем 150 миллионов рублей.
С 2012 года авиакомпания является официальным перевозчиком Русского географического общества, участвуя в экспедициях на сезонную дрейфующую станцию и обеспечивая её работу.
11 мая 2012 года открылась вертолётная площадка на территории Красноярской краевой клинической больницы. «АэроГео» выиграла контракт на выполнение рейсов. Условием стало обновление парка воздушных судов. Также действует вертолётная площадка на острове Татышев, которой также владеет «АэроГео», но медики считают приземление там не удобным — нужно преодолеть несколько километров на карете скорой помощи, чтобы добраться до больницы.
В 2016 году авиакомпания преступила к эксплуатации вертолёта Bell-429, став первым коммерческим оператором этого типа в России. Также в 2016 году авиакомпания приступила к эксплуатации DHC 6-400, однако в конце 2018 авиакомпания вывела их из флота.
Авиакомпания участвовала в экспедиции по транспортировки самолёта Douglas C-47, который в 1947 году совершил аварийную посадку на севере Красноярского края. В 2016 году в Красноярск был транспортирован фюзеляж, в 2017 крылья. «АэроГео» принимала участие во всех этапах экспедиции.
В июне 2019 года авиакомпания сократила время отдыха пилотов с положенных по закону 90 минут до 40—80. В том же году авиакомпания была оштрафована по статье 5,27 Кодекса РФ на 30 тысяч рублей.
Авиакомпания активно участвовала в тушении лесных пожаров в Сибири в 2019 году. В январе 2020 в ходе проверки Красноярская транспортная прокуратура выяснила, что КГАУ «Лесопожарный центр» задолжало авиакомпаниям «АэроГео», «КрасАвиа», «АэроПром» и «Агат» свыше 100 миллионов рублей. Как пояснил руководитель центра задолженность образовалась из-за недостатка средств. Задолженность была погашена.

## Флот
По данным Росавиации на 5 сентября 2024 года во флот авиакомпании входят 26 бортов.
| Тип                 | Эксплуатируется | Примечания |
| ------------------- | --------------- | ---------- |
| Ми-8Т               | 12              |            |
| Aérospatiale AS.350 | 3               |            |
| Robinson R44        | 3               |            |
| Ми-8МТВ-1           | 3               |            |

| Тип         | Эксплуатируется | Примечания |
| ----------- | --------------- | ---------- |
| Cessna 208B | 3               |            |
| PC-12       | 2               |            |

## Происшествия
19 ноября 2008 года — вертолёт Ми-8 авиакомпании «АэроГео» совершал рейс Богучаны — Славянка. В назначенное время вертолёт не прибыл. Через 15 минут после начала поисков борт был найден. На борту находилось 9 человек и 3 члена экипажа. Командир получил травму рёбер.
5 декабря 2008 года вертолёт Ми-8 выполнял санитарный рейс по маршруту Красноярск (аэропорт Черемшанка) — Нижний Енгаш. После вылета экипаж сообщил о возвращении в аэропорт вылета из-за отказа систем управления. Вертолёт благополучно совершил посадку, никто не пострадал.
15 марта 2011 года во время тренировочного полёта с вертолётом Ми-8Т произошла авария. После снижения тяги двигателей на высоте 20 метров вертолёт начал терять высоту и грубо приземлился на рулёжную дорожку аэродрома Красноярск-Северный. Никто не пострадал. Вертолёт полностью сгорел и не подлежал восстановлению.
18 июня 2011 года — вертолёт Ми-2 «АэроГео» принимал участие в тушении лесных пожаров в Богучанском районе. Во время загрузки водой пилот принял манёвр по перемещению вертолёта назад, стойка шасси столкнулась с пнём распиленного дерева. Это привело к резкому наклону вертолёта назад, касанию рулевым винтом земли и его разрушению, затем вертолёт опрокинулся на правый борт из-за неустойчивости — сообщается в финальном отчёте МАК. Командиру борта было предъявлено обвинение по статье 263 УК РФ.
12 сентября 2013 года вертолёт Ми-8Т авиакомпании «АэроГео» выполнял коммерческий полёт с шестью пассажирами и двумястами килограммами груза в район реки Хуричи. В 167 километрах от населённого пункта Подкаменная Тунгуска вертолёт жёстко приземлился. Как рассказал командир борт при посадке на площадку, подобранную с воздуха, попал в снежный заряд и начал «проседать». Вертолёт грубо приземлился на мелководье и опрокинулся. Один пассажир получил травму.
9 декабря 2013 года в городе Ужур вертолёт Aérospatiale AS.350 при выполнении санитарного рейса совершил жёсткую посадку. Борт опрокинулся, была разрушена хвостовая часть и повреждены лопасти. На борту находился один пилот и двое медиков. Никто не пострадал. Вертолёт должен был доставить тяжелобольную местную жительницу в Краевую клиническую больницу в Красноярске, позже за ней был выслан другой вертолёт. Во время осмотра места для приземления пилот неправильно поставил рычаг управления двигателями. Было возбуждено уголовное дело в отношении пилота. В 2014 году обвиняемый на судебном заседании полностью признал свою вину и раскаялся. Судебное дело было прекращено.
30 ноября 2016 года при выполнении санитарного рейса по маршруту Богучаны — Красноярск самолёт Cessna 208 в результате повреждения шасси не смог выполнить взлёт, выкатился за пределы ВПП и врезался в сугроб. Никто не пострадал.
14 июня 2018 года вертолёт Ми-2 авиакомпании АэроГео совершил аварийную посадку в Таймырском муниципальном районе. Из находившихся на борту двух пилотов и пяти пассажиров никто не пострадал.
20 февраля 2023 года в районе горы Топхан (Кемеровская область) разбился вертолет Eurocopter AS350 авиакомпании «Аэрогео». Один пассажир погиб.